# Faronta amoena
Faronta amoena là một loài bướm đêm trong họ Noctuidae.